# Markham (Kanada)
Markham – miasto (ang. town) w Kanadzie, w prowincji Ontario, w regionie York.
Liczba mieszkańców Markham wynosi 261 573. Język angielski jest językiem ojczystym dla 40,8%, francuski dla 0,6% mieszkańców (2006).
W mieście rozwinął się przemysł elektroniczny oraz odzieżowy.

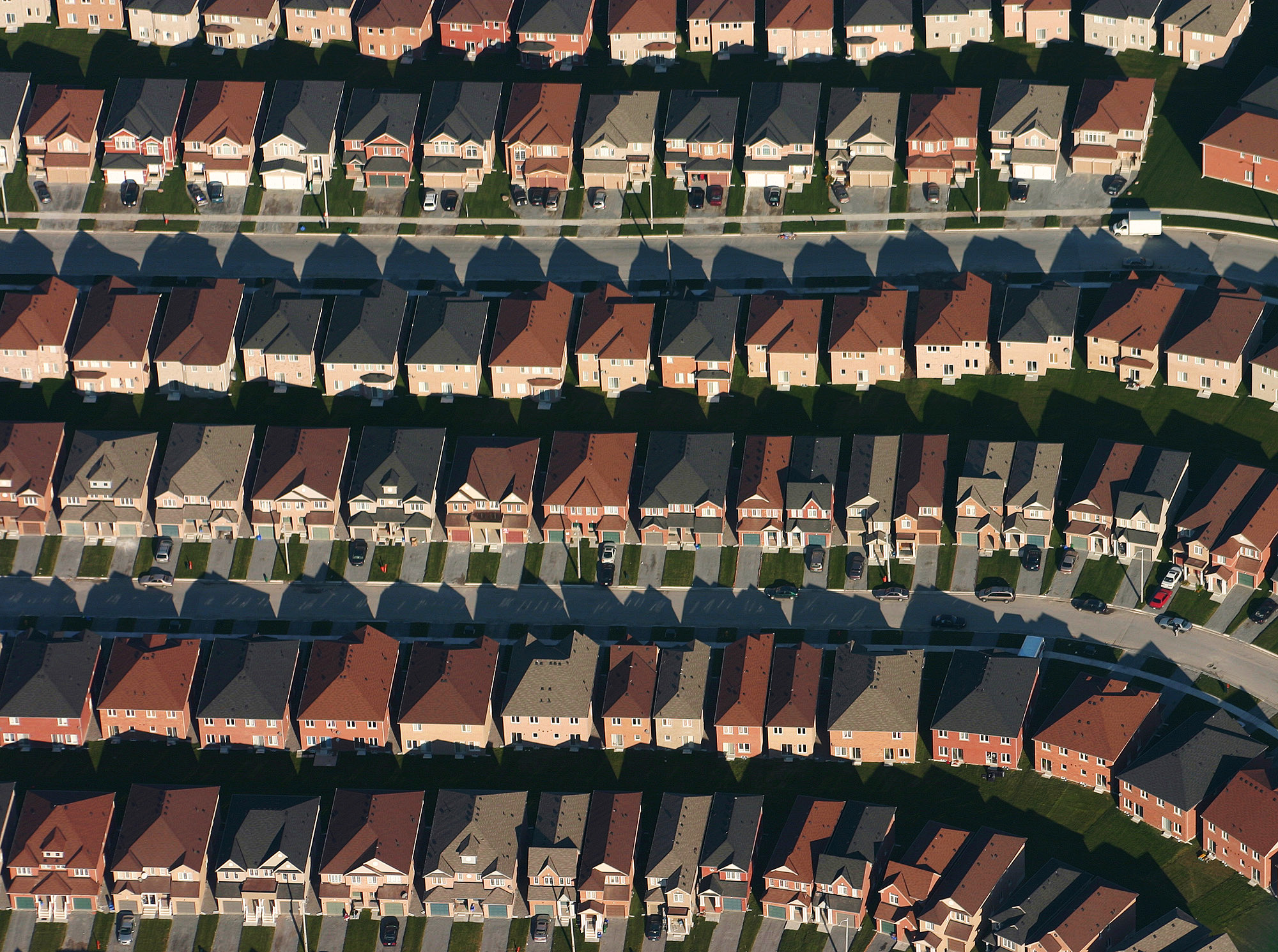
Rozbudowujące się osiedle domków jednorodzinnych
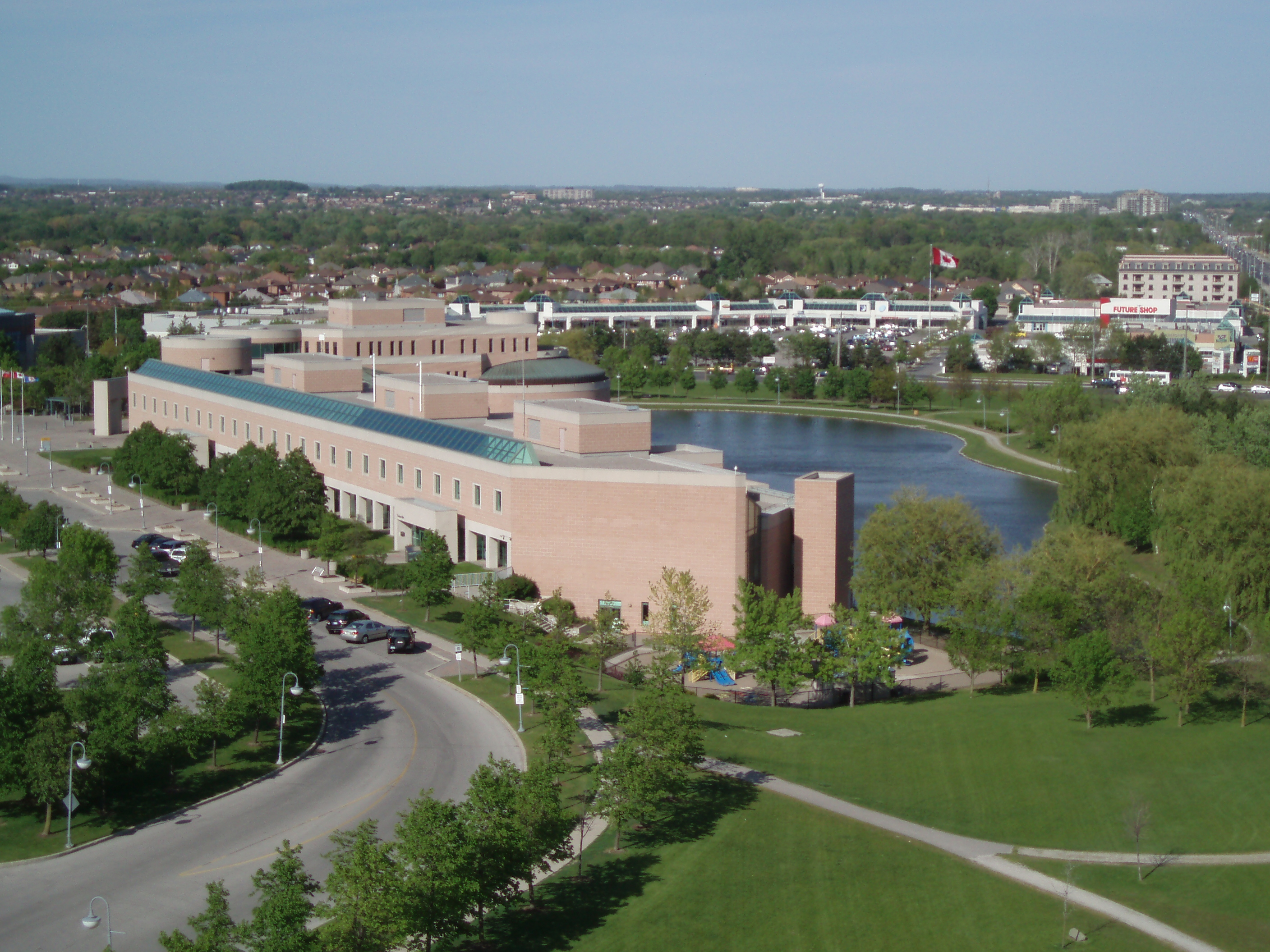
Markham Civic Centre z lotu ptaka
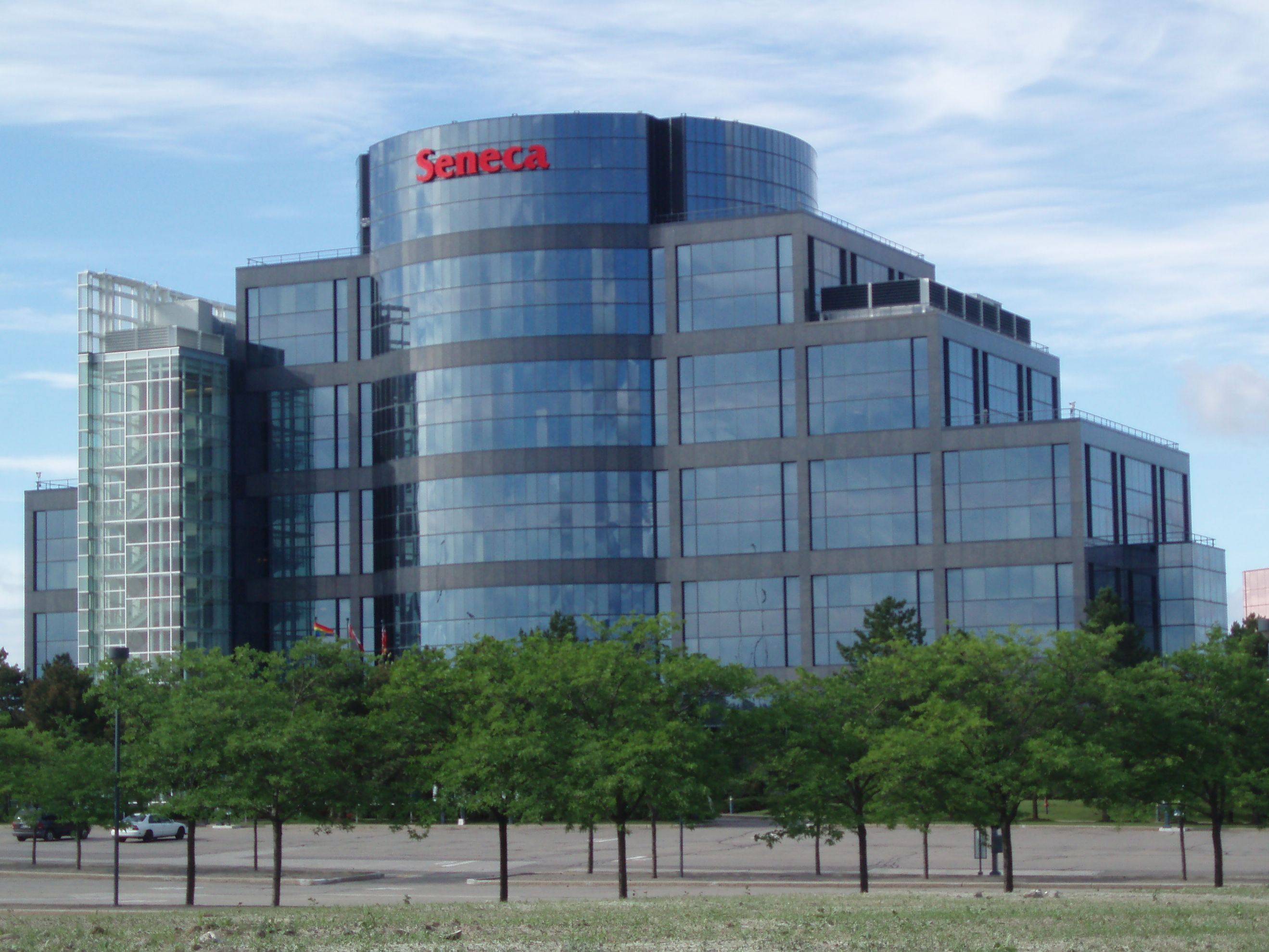
Kampus Markham (Seneca College)
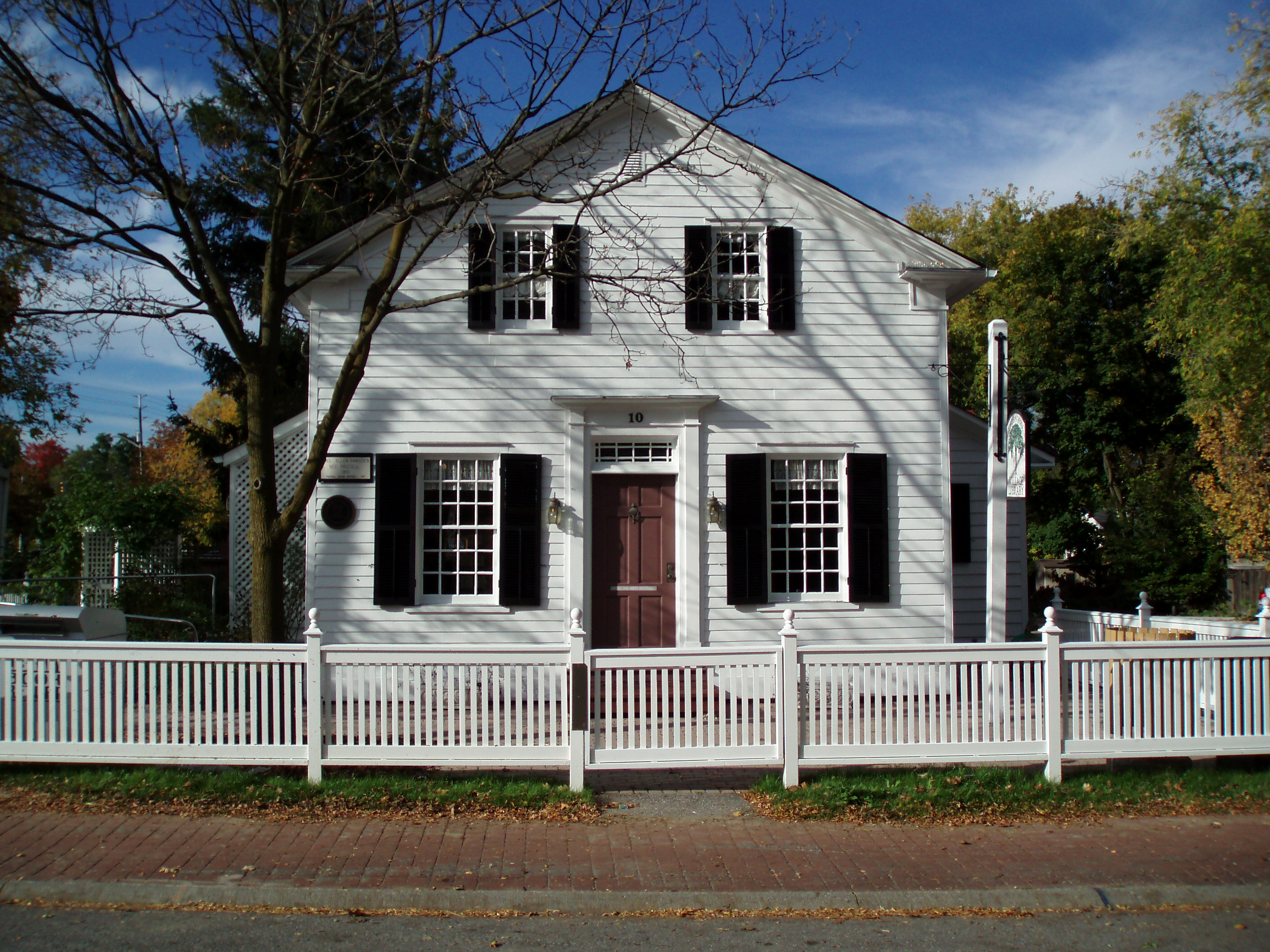
Biblioteka z 1851
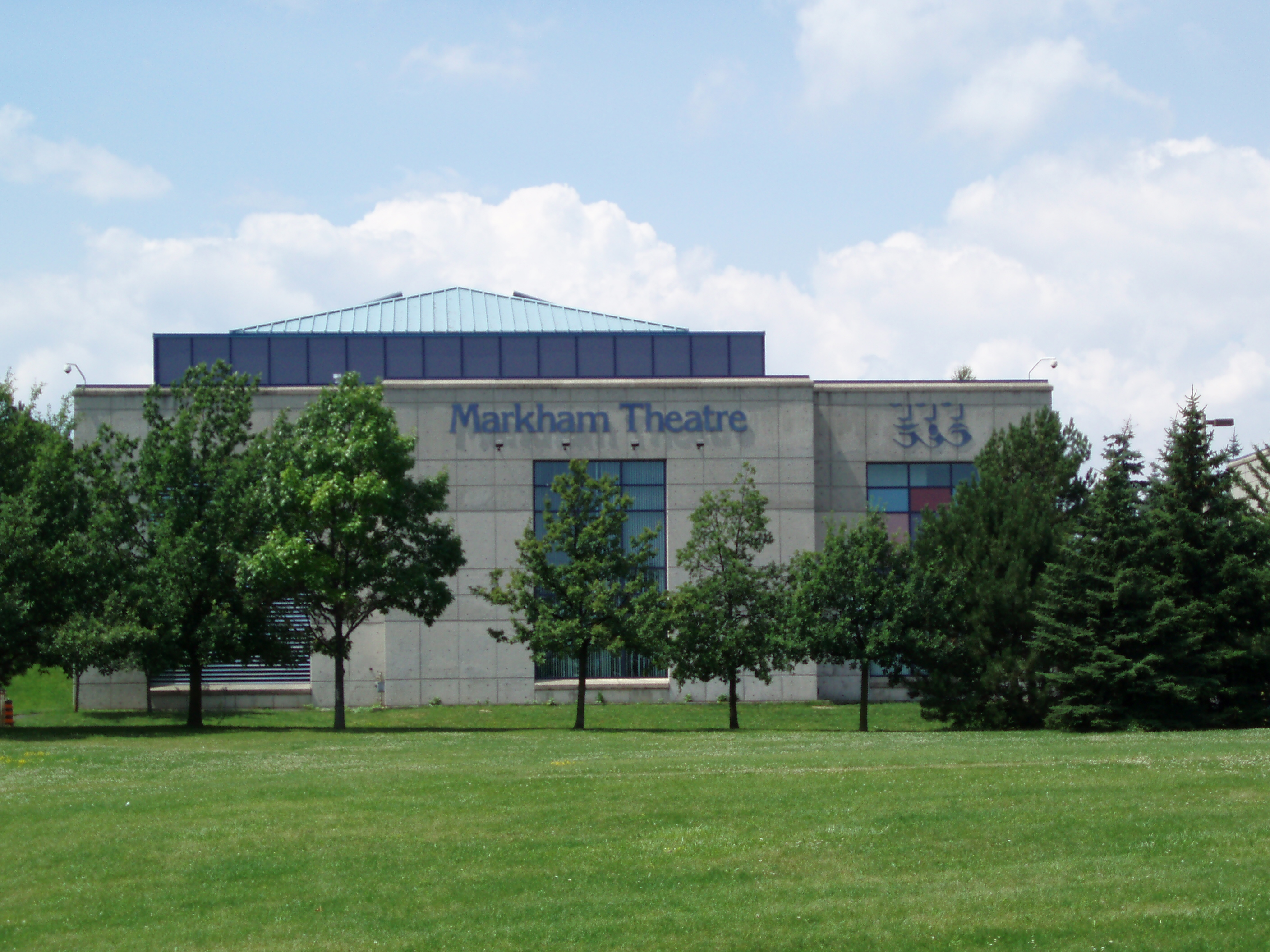
Teatr Markham
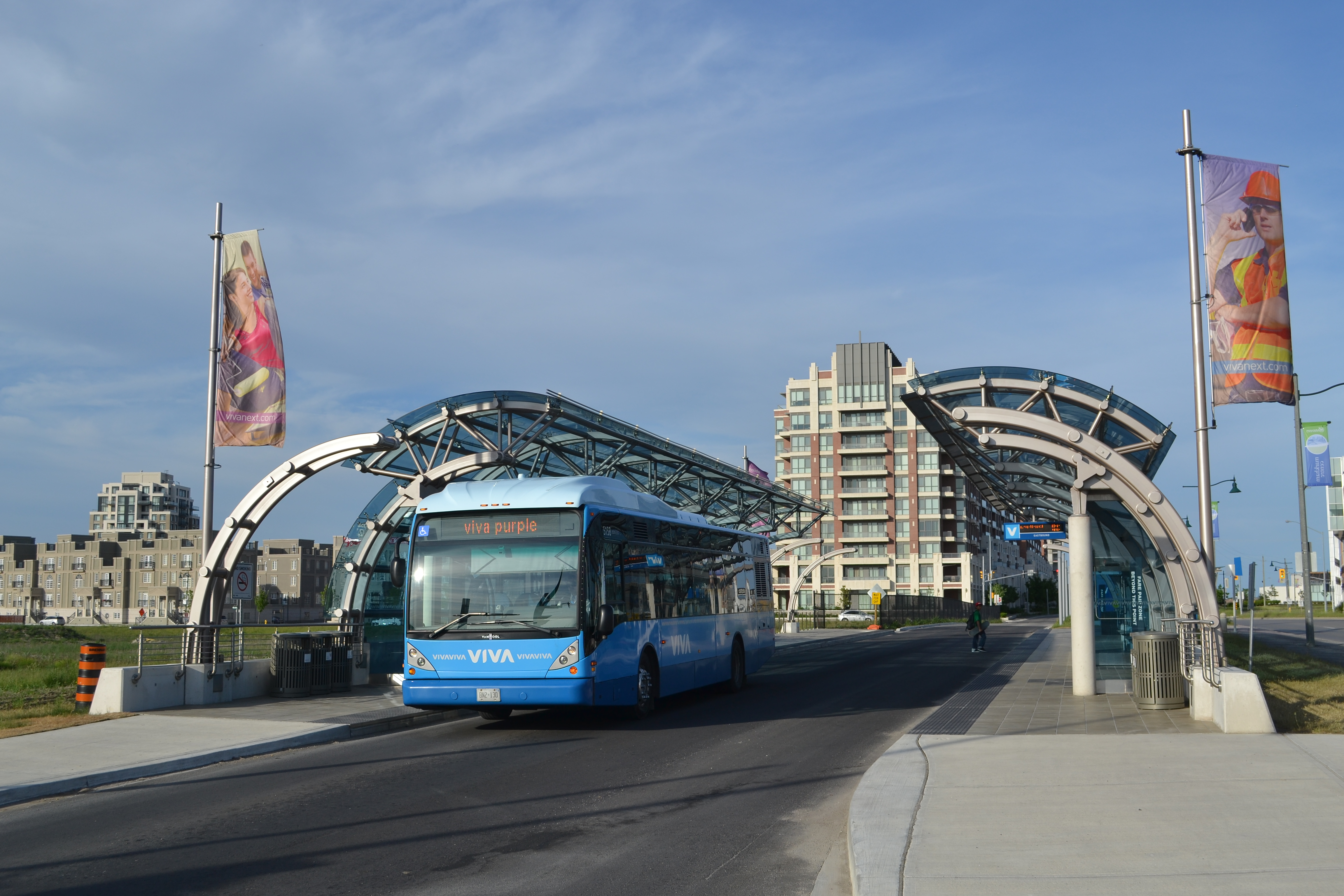
Autobus regionalnego transportu w Markham